# رالف مرکل
رالف مرکل (انگلیسی: Ralph Merkle؛ زادهٔ ۲ فوریهٔ ۱۹۵۲) یک دانشمند علوم رایانه در زمینه رمزنگاری کلید عمومی، molecular nanotechnology، و سرمازیستی اهل ایالات متحده آمریکا است.
وی همچنین برنده جوایزی همچون مدال ریچارد همینگ مؤسسه مهندسان برق و الکترونیک شده است.

## همکاری ها
مرکل زمانی که دانشجوی کارشناسی ارشد بود ، پازل های مرکل را ابداع کرد ، یک طرح برای ارتباط از راه یک کانال ناامن ، به عنوان بخشی از یک پروژه کلاسی. این طرح اکنون به عنوان نمونه اولیه رمزنگاری کلید عمومی شناخته شده است. او همزمان با اختراع سیستم رمزگذاری کوله پشتی ، سیستم رمزگذاری هشینگ و درختان مرکل را اختراع کرد (). ساختار مرکل-دامگارد در قلب بسیاری از الگوریتم های هشینگ قرار دارد. مرکل زمانی که در شرکت زیروکس پارک بود ( به انگلیسی Xerox PARC ) رمزنگاری های بلوک Khufu و Khafre  و عملکرد هش Snefru را طراحی کرد. 

## حرفه
مرکل از سال 1980 مدیر گسترش کامپایلر در Elxsi بود. در سال 1988 ، او دانشمند تحقیقاتی در  شرکت زیروکس پارک ( به انگلیسی Xerox PARC ) شد. در سال 1999 او یک نظریه پرداز فناوری نانو برای Zyvex (شرکت نانو فناوری مولوکولی است ) شد. در سال 2003 او به استاد برجسته ای در مؤسسه فناوری جورجیا تبدیل شد ، جایی که وی مرکز امنیت اطلاعات مؤسسه فناوری جورجیا را رهبری کرد. در سال 2006 او به منطقه خلیج سان فرانسیسکو بازگشت ، جایی که او یک پژوهشگر ارشد در IMM ، عضو هیئت علمی دانشگاه Singularity و عضو هیئت مدیره بنیاد گسترش زندگی Alcor بوده است. در سال 2010 به وی مدال IEEE Richard W. Hamming اهدا شد.

## زندگی شخصی
رالف مرکل نوه بزرگ ستاره بیس بال ، فرد مرکل است؛ فرزند تئودور چارلز مرکل ، مدیر پروژه پلوتون؛ و برادر جودیت مرکل رایلی ، نویسنده تاریخی. مرکل با کارول شاو ، طراح بازی های ویدیویی که به خاطر بازی ، River Raid مشهور است ، ازدواج کرد. 